# Вулканізм в Ісландії
Вулканічна система в Ісландії, яка була активною з 17 серпня 2014 року по 27 лютого 2015 року, — це Бардарбунґа.
Вулкан в Ісландії, що вибухнув у травні 2011 року, — Грімсвотн.

Активні вулканічні райони та системи в Ісландії

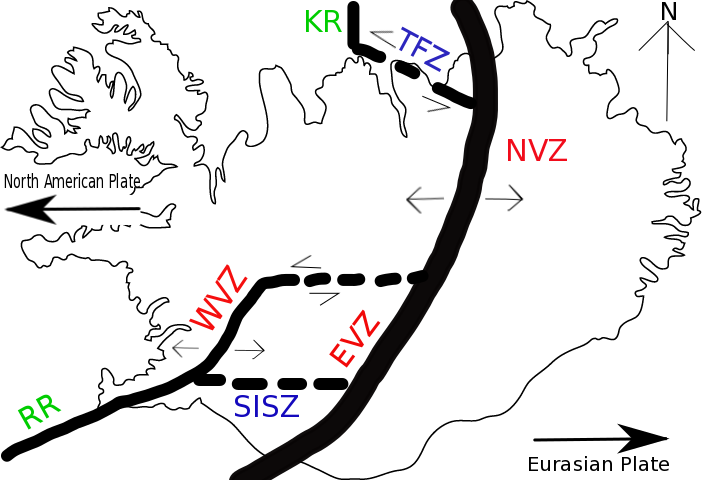
Вулканічні та трансформаційні зони Ісландії

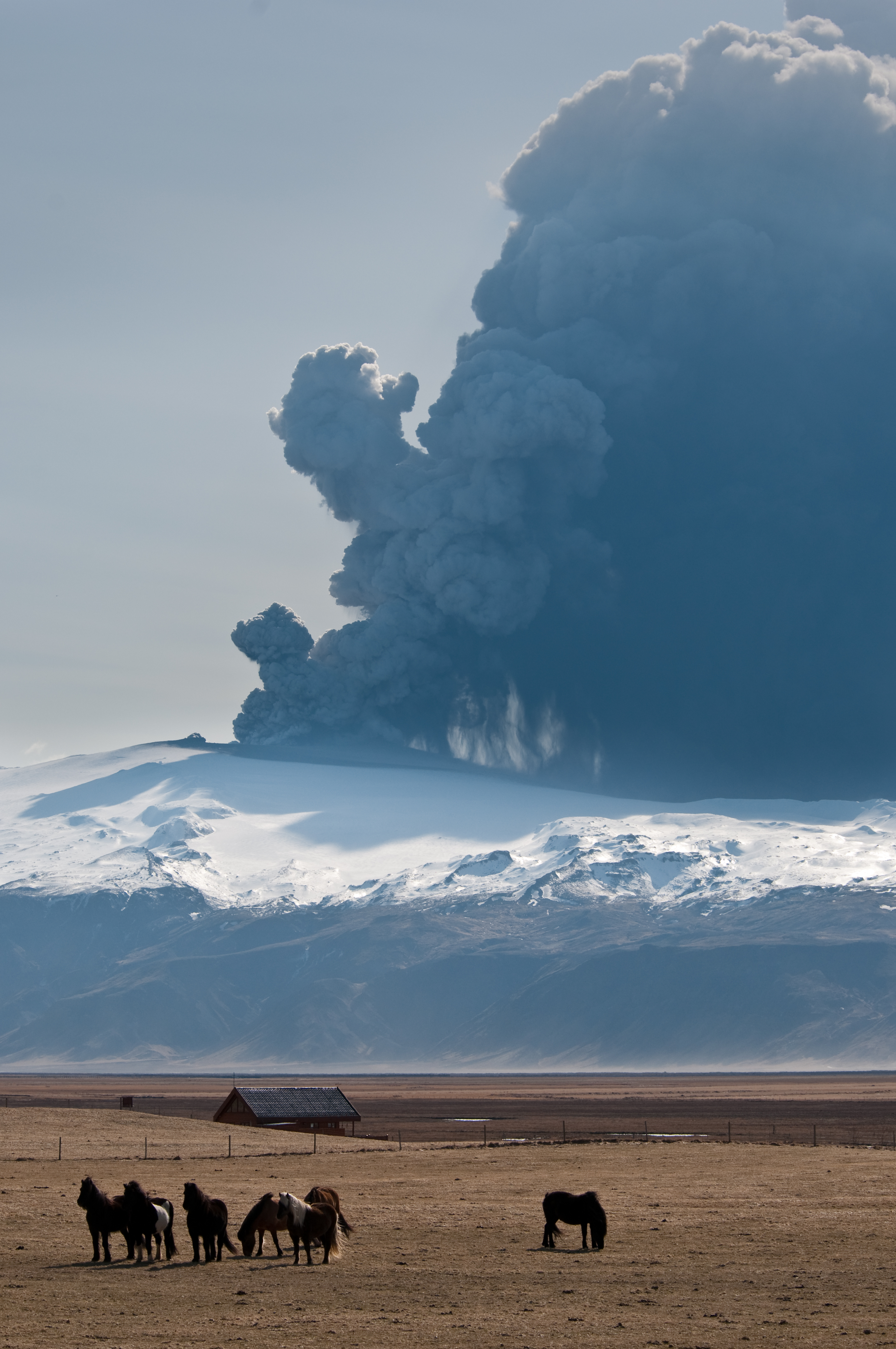
Колона виверження Ейяф'ятлайокютля в 2010 році

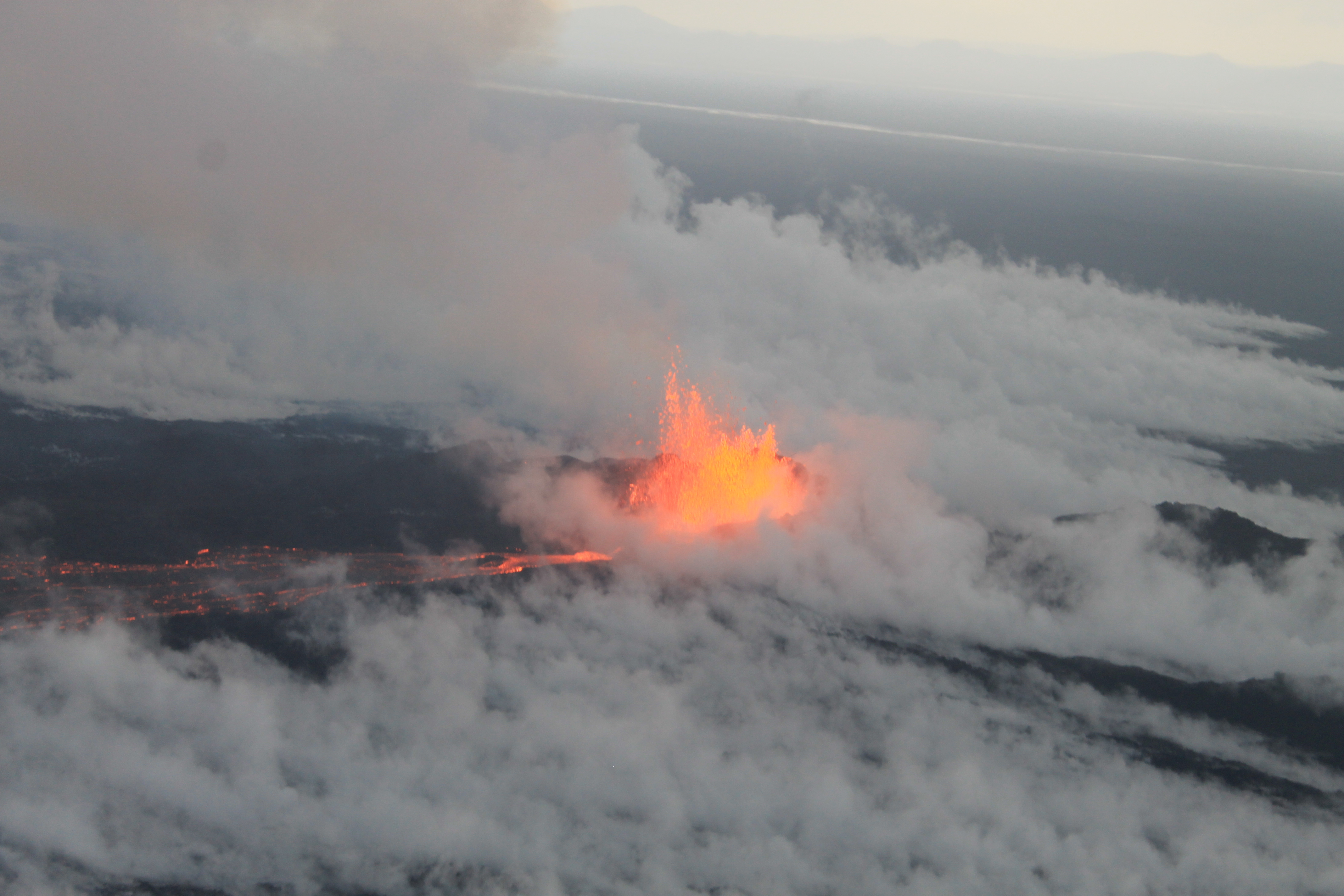
Виверження Голуграун (вулканічна система Бардарбунґа-Вейдівотн), 2014

Вулкани Ісландії мають багато активних завдяки розташуванню Ісландії на Середньоатлантичному хребті, розбіжній межі тектонічних плит та її розташуванню над гарячою точкою.

## Вулканічні системи та вулканічні зони Ісландії
Голоценовий вулканізм в Ісландії в основному розташований у Неовулканічній зоні, що включає вулканічний пояс Рейк'янес (RVB), західну вулканічну зону (WVZ), середньо-ісландський пояс (MIB), східну вулканічну зону (EVZ) і північну вулканічну зону (NVZ). Два бічні вулканічні пояси відіграють другорядну роль: вулканічний пояс Ерефі (ÖVB) та вулканічний пояс Снефелснес (SVB). За межами головного острова розташовані хребет Рейк'янес (RR), як частина Середнинно-Атлантичного хребта, на південний захід та хребет Кольбейнсі (KR) на північ. Дві зони трансформації з'єднують ці вулкано-тектонічні зони: Південно-Ісландська сейсмічна зона (SISZ) на півдні Ісландії та зона трансформації Тьорнеса (TFZ) на півночі.
Острів налічує близько 30 активних вулканічних систем, кожен з яких включає системи вулкано-тектонічних тріщин, а багато з них також центральний вулкан (переважно у формі стратовулкана, іноді щитового вулкана з магматичною коморою під ним). Тринадцять вулканічних систем мали виверження з часу заселення Ісландії у 874 р.н. е.
З цих 30 активних вулканічних систем найактивнішою є Грімсвотн. За останні 500 років вулкани Ісландії дали третину загального виходу лави у світі.

## Важливі виверження

### Лакі / Скафтарельдар 1783-84
Найфатальнішим виверженням вулкану в історії Ісландії був так званий Скафтарельдар («пожежі Скафти») у 1783–84 рр. Виверження відбулося в кратерному ряду Лакагігар (кратери Лакі) на південний захід від льодовика Ватнайокутль. Кратери є частиною більшої вулканічної системи з центральним підльодовиковим вулканом Ґрімсвотн. Приблизно чверть ісландської нації загинула через виверження. Більшість загинуло не через потік лави або інші прямі наслідки виверження, а через непрямі наслідки, включаючи зміни клімату та хвороби тваринництва в наступні роки, спричинені попелом та отруйними газами від виверження. Вважається, що виверження 1783 року в Лакагігарі вилило найбільшу кількість лави за одне виверження в історичні часи.

### Елдфетль 1973
Ельдфетль — вулканічний конус на східній стороні острова Геймаей, який утворився під час виверження в січні 1973 р. Виверження відбулося без попередження, через що населення острова у кількості близько 5300 людей евакуювалось на рибальських човнах протягом декількох годин. Важливо те, що просування лави у гавань сповільнювалось ручним розпиленням морської води. Одна людина загинула, а виверження призвело до руйнування будинків та майна на острові.

### Ейяф'ятлайокютль 2010
Виверження під Ейяф'ятлайокютлем («льодовик Ейяфйоля») у квітні 2010 року було визначним тим, що спричинило величезні порушення повітряних перевезень Західною та Північною Європою протягом шести днів у квітні 2010 року. Близько 20 країн закрили свій повітряний простір для комерційного реактивного руху, і це зачепило приблизно 10 мільйонів мандрівників.
Однак цей вулкан незначний як для Ісландії (категорія VEI4). У минулому за виверженнями Ейяф'яллайокютля відбувалося виверження більшого вулкана Катла, але після виверження 2010 року не було помічено жодних ознак неминучого виверження Катли.

### Грімсвотн 2011
Виверження у травні 2011 року на Грімсвотн під льодовиком Ватнайокутль за кілька днів послало в небо тисячі тонн попелу, що викликало занепокоєння щодо повторення подорожнього хаосу, що спостерігався по всій північній Європі.

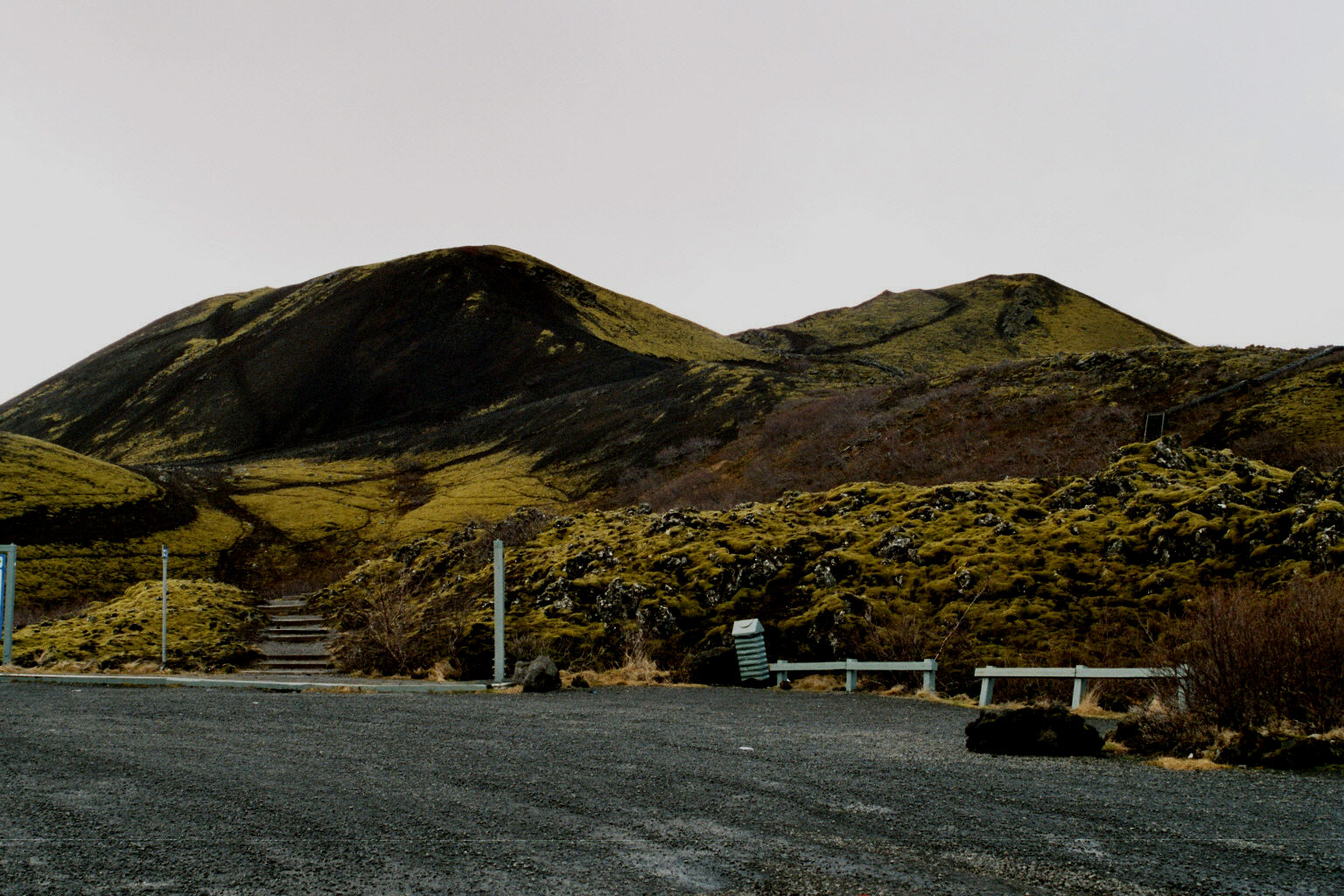
Кратери Граброк

### Бардарбунґа 2014—2015

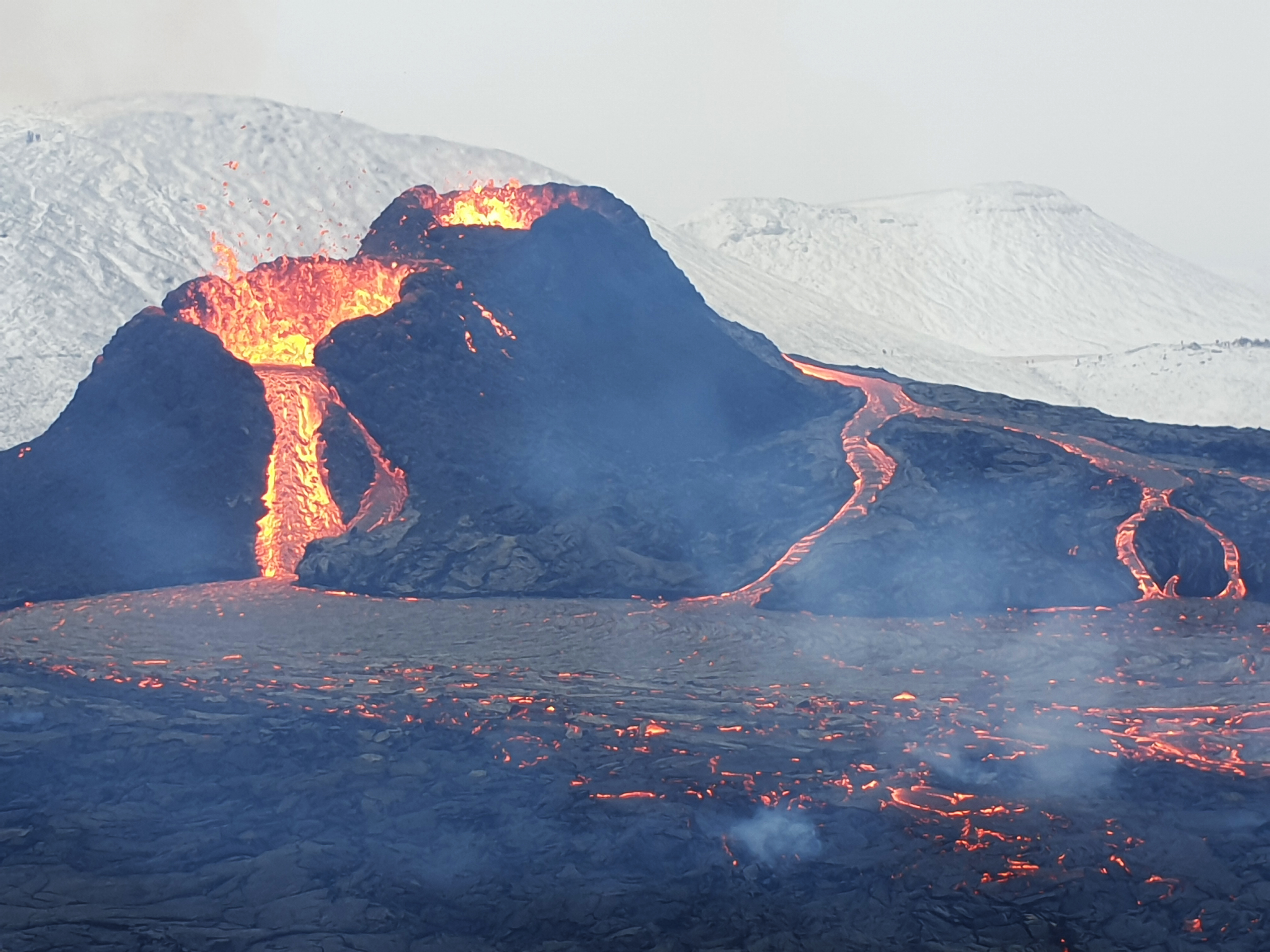
Виверження 2021 р. з тріщини поблизу вулкана Фаградальсф'ядль

Бардарбунґа — це стратовулкан, яким має висоту близько 2000 метрів над рівнем моря і розташований в центральній Ісландії (64,63 ° пн.ш. / -17,53 ° з.д.). Він є другою найвищою горою в Ісландії.
Серія вивержень (найбільші за 230 років виверження в Ісландії, які розпочалися 17 серпня 2014 року і тривали 180 днів) під системою Бардарбунґа, розпочалися надзвичайно сильною серією землетрусів, з якими був кластер вулканічної активності, що тривала досить дового. Це призвело до численних фонтанних вивержень лави в Голуграуні. Потік лави становив від 250 до 350 кубічних метрів в секунду, і він походив з дайки понад 40 км завдовжки. Також утворилась крижана просідна чаша площею понад 100 квадратних кілометрів і глибиною до 65 метрів. Викиди попелу від цього виверження були дуже обмеженими, на відміну від численних льодовикових вивержень, поширених в Ісландії. Основним занепокоєнням цього виверження були великі шлейфи діоксиду сірки (SO2) в атмосфері, які негативно впливали на умови дихання по всій Ісландії, залежно від напрямку вітру. Вулканічна хмара також досягла Західної Європи у вересні 2014 року.

### Фаградальсф'ядль 2021
Після тритижневого періоду посиленої сейсмічної активності біля вулкану Фаградальсф'ядль на півострові Рейк'янес утворилася тріщина. Потік лави з 200-метрової тріщини був вперше виявлений вертольотом ісландської берегової охорони 19 березня 2021 року в районі [  [Архівовано 14 квітня 2021 у Wayback Machine.] ] поблизу Гріндавіка, і за кілька годин ця щілина виросла до 500 метрів у довжину. Станом на 16 квітня 2021 довжина тріщини за оцінками може сягати 10 км, і зараз активними є 6 конусів, які утворились на тріщині.

## Будова лавових полів

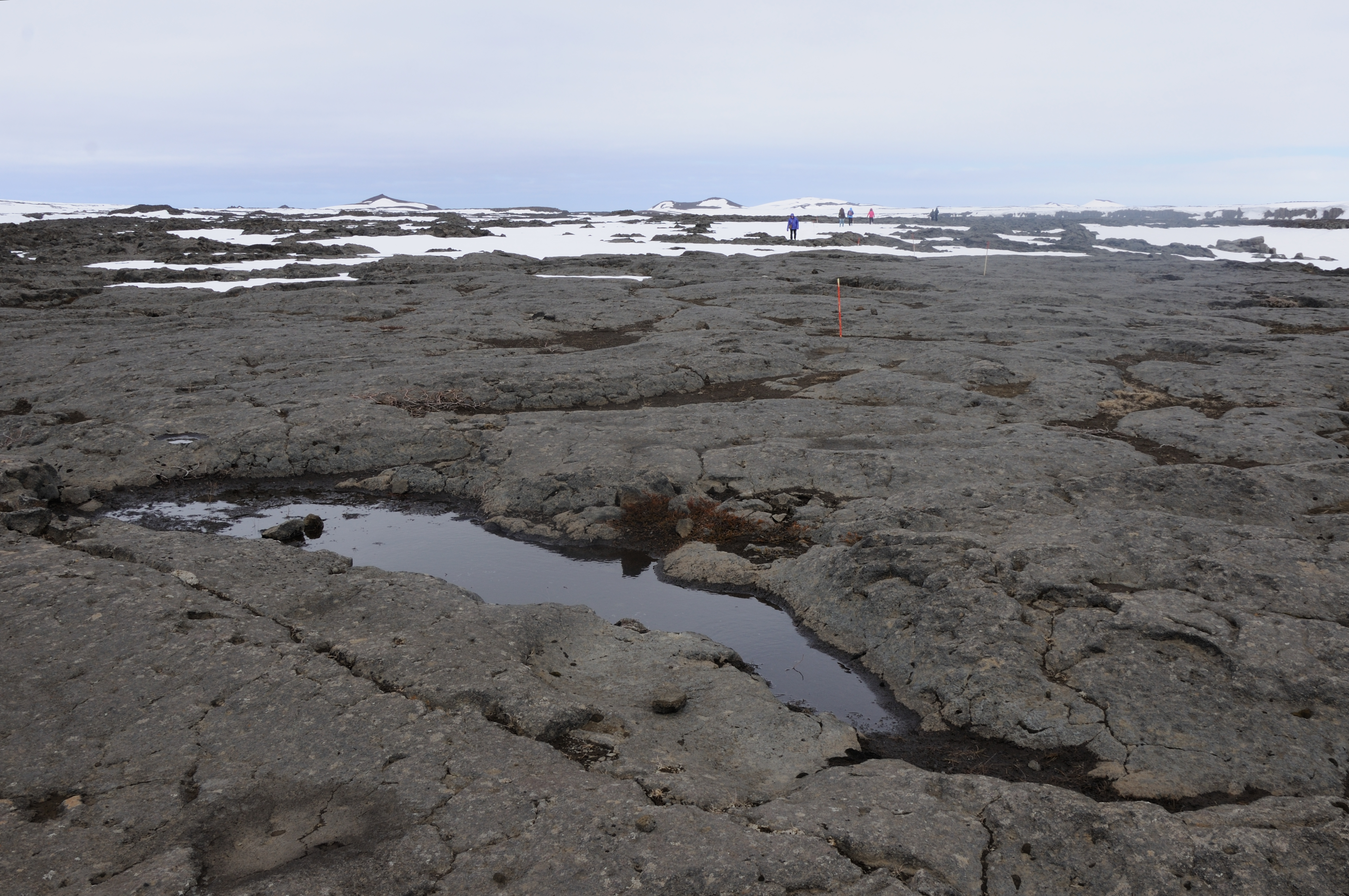
Поля лави типу пахоехое в Ісландії

Базальтова лава типа пахоехое (pāhoehoe), яка утворює гладкі потоки, в Ісландії має назву геллуграун (helluhraun). Вона утворює досить рівні поверхні, по яким (після вистигання) досить легко пройти.

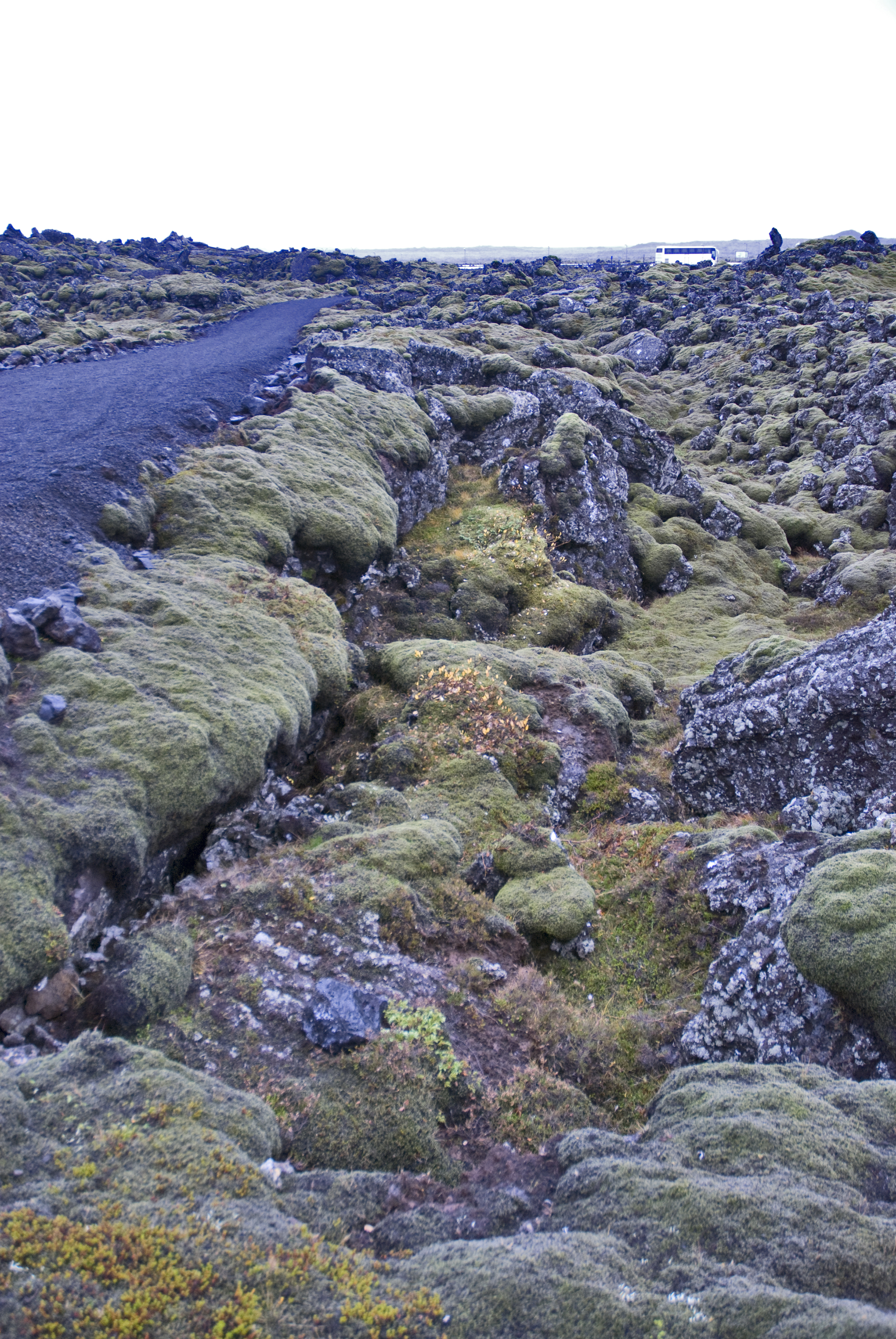
Поле лави а-а в Ісландії

Менш текуча лава типу аа (ʻaʻā), ісландська назва апалгаун (apalhraun), після вистигання утворює ламану, гостру, колючу поверхню, що робить піші прогулянки важкими та повільними.